# Lewis O'Brien
Lewis O'Brien, né le 14 octobre 1998 à Colchester en Angleterre, est un footballeur anglais jouant au poste de milieu de terrain à Wrexham AFC.

## Biographie

### Formations et débuts professionnels
Né à Colchester en Angleterre, Lewis O'Brien est formé par Huddersfield Town, où il est nommé joueur de l'année de l'Académie pour la saison 2017-2018. Après avoir prolongé son contrat de trois ans avec Huddersfield, il est prêté pour une saison à Bradford City, club évoluant alors en League One (D3). C'est donc avec ce club qu'il fait ses débuts en professionnel, jouant son premier match le 8 septembre 2018, lors d'une rencontre de championnat perdue par son équipe face au Blackpool FC (3-2). Il inscrit son premier but le 1er janvier 2019, lors de la victoire de son équipe face à Accrington Stanley, en championnat (3-0).

### Huddersfield Town
Après son prêt d'une saison à Bradford City, Lewis O'Brien prolonge son contrat avec Huddersfield Town de trois ans, le 16 juillet 2019,. Il est alors intégré à l'équipe première et joue son premier match le 10 août 2019, lors de la deuxième journée de la saison 2019-2020 de Championship contre Queens Park Rangers. Ce jour-là, il est titulaire et les deux équipes se neutralisent (1-1). Le 11 janvier 2020, il inscrit un but d'une frape lointaine du pied gauche qui termine en pleine lucarne, sur la pelouse du Barnsley FC. Si ce but ne permet pas à son équipe de gagner le moindre point (défaite 2-1), il remporte toutefois le prix du but du mois de janvier 2020 de Championship. O'Brien est élu joueur de l'année par les supporters d'Huddersfield Town pour la saison 2019-2020.

### Nottingham Forest et prêt à D.C. United
En manque de temps de jeu régulier en Premier League avec Nottingham Forest, il est prêté à D.C. United, franchise de Major League Soccer, le 20 mars 2023. Le prêt, qui inclut une option d'achat, vient initialement à échéance le 16 juillet suivant. Dans la capitale américaine, il dispute dix-huit rencontres et joue près de 1 500 minutes avant de retourner en Angleterre.
Le 31 août 2023, O'Brien est de nouveau prêté, cette fois-ci au Middlesbrough FC pour une saison.